# Vika
För andra betydelser, se Vika (olika betydelser).
Vika  är en tätort i Falu kommun och kyrkbyn i Vika socken, belägen vid Vikasjön och Runn.

## Geografi
Tätorten Vika består av (från norr till söder) byarna Nynäs, Önsgärdet, Heden, Kyrkbyn och Andrakebyn. Namnet Vika (som kan syfta på att Vikasjön är en vik av Runn och/eller att det finns flera stora vikar i Vikasjön) är känt sedan 1300-talet och betecknade sannolikt ursprungligen den by som nu kallas Kyrkbyn och som har gett sitt namn till Vika socken, kommun och församling.
Bygden runt Vika är en gammal jordbruksbygd dominerad av smågårdar med mjölkkor. Med början på 1960-talet har dessa mjölkbesättningar efter hand lagts ner. Nedläggningen av gårdarna har lett till en viss förbuskning och igenväxning av landskapet och till att många mycket gamla bostads- och ekonomibyggnader i timmer inte längre underhålls. Samtidigt har det skett en omfattande nybyggnation av moderna villor, ofta på tomter i närheten av sjöarna.

## Befolkningsutveckling
| Befolkningsutvecklingen i Vika 1960–2020                                                              | Befolkningsutvecklingen i Vika 1960–2020 | Befolkningsutvecklingen i Vika 1960–2020 | Befolkningsutvecklingen i Vika 1960–2020 | Befolkningsutvecklingen i Vika 1960–2020 |
| --- | ---------------------------------------- | ---------------------------------------- | ---------------------------------------- | ---------------------------------------- |
| |                                          |                                          |                                          |                                          |
| År |                                          |                                          | Folkmängd                                | Areal (ha)                               |
| 1960                                                                                                  | 1960                                     |                                          | 326                                      |                                          |
| 1965                                                                                                  | 1965                                     |                                          | 336                                      |                                          |
| 1970                                                                                                  | 1970                                     |                                          | 281                                      |                                          |
| 1975                                                                                                  | 1975                                     |                                          | 338                                      |                                          |
| 1980                                                                                                  | 1980                                     |                                          | 350                                      |                                          |
| 1990                                                                                                  | 1990                                     |                                          | 405                                      | 58                                       |
| 1995                                                                                                  | 1995                                     |                                          | 417                                      | 58                                       |
| 2000                                                                                                  | 2000                                     |                                          | 413                                      | 58                                       |
| 2005                                                                                                  | 2005                                     |                                          | 398                                      | 58                                       |
| 2010                                                                                                  | 2010                                     |                                          | 445                                      | 60                                       |
| 2015                                                                                                  | 2015                                     |                                          | 582                                      | 99                                       |
| 2020                                                                                                  | 2020                                     |                                          | 565                                      | 107                                      |
| Anm.: Namnändring 1980 från Vika kyrkby till Vika. 2015 uppgick småorten Sörbo västra i denna tätort. |                                          |                                          |                                          |                                          |

## Samhället
I Vika har tidigare funnits mejeri, bageri (Petterssons Bageri), flera affärer (Johanssons handelsbod, Koop, Jers affär, Bergs affär, Valdy Berg, Lasses Livs, Konsum, ICA), distriktssköterska, telestation, poststation (Runnvika), bankkontor m m. Idag, 2014, utgörs servicen av ett kafé med "minilivs" (Vika Café), ett bibliotek, en låg-/mellanstadieskola (Vikaskolan) och en förskola (Vika Förskola).
Erik Sjöbergs Fiskeredskapsfabrik, Runnvika Mekaniska Verkstad och Vika Ångsåg utgjorde tidigare – vid sidan av jordbruken och grustagen – de största näringsverksamheterna i Vika. Fiskeredskapsfabriken och Ångsågen är nedlagda sedan länge men Vika har nu många småföretag och en stor industri, Dellner Couplers AB (som efterträdde Runnvika Mekaniska Verkstad), med försäljning av tågkoppel m m över hela världen.
Även om det inte finns några historiska eller vetenskapliga belägg, så kan man ändå på goda grunder anta att det sedan urminnes tider funnits en mötes- och kultplats på den åsrygg som skiljer Runn och Vikasjön åt. På "kyrkgärdet " väster om Kyrkbyn finns ett gravfält från järnåldern. Den nuvarande Vika kyrka (som kan ligga på den gamla mötes-/kultplatsen) är från slutet av 1400-talet (vapenhuset tillbyggt på 1500-talet) och har sannolikt haft två föregångare på platsen; en mindre träkyrka och en mindre stenkyrka. 
Prästgården ligger med utsikt över Vikasjön. Den nuvarande byggnaden är uppförd på mitten av 1800-talet och ersatte då en äldre byggnad på samma tomt. 

## Skolor
Strax söder om kyrkan finns Vikas två äldsta skolbyggnader med tillhörande uthuslänga. Den äldsta skolbyggnaden, som är från 1700-talet och tillbyggd på tidigt 1800-tal och på 1960–80-talet, är idag sockenstuga (församlingshem). Den "nyare", byggd 1889 och med texten FOLKSKOLA på fasaden, är idag ett privatägt bostadshus. Den, liksom uthuslängan, har renoverats till ett utseende liknande det ursprungliga. Skolorna ersattes under 1960-talet av den nya Vikaskolan.

## Kommunikationer
Vika hade fram till andra världskriget regelbunden ångbåtstrafik till Falun för passagerare och gods (ångbåtarna Runn, Gunn, Blenda, Najad och Sylfid). Man skeppade även (i bogserade pråmar) stora mängder grus från grustag i Vika till Falun och även ved i pråmar. Efter kriget ersattes dessa transporter med bussar och lastbilar.

## Föreningsliv
Nykterhetsrörelsen har varit stark i Vika. Templarordens hus ("Templet", idag ägt av Vika Scoutkår) som byggdes 1897, finns kvar. Det gör även Vika Bygdegård ("Sundet", byggd på 1920-talet och numera ägd av Vika Bygdegårdsförening) där nykterhets- och frikyrkomöten tidigare hölls men som idag hyrs ut till fester och andra arrangemang.